# Дрёмова, Елена Сергеевна
Елена Сергеевна Дрёмова (6 июля 1976) — российская футболистка, полузащитница. Мастер спорта России (1994).

## Биография
Воспитанница воронежского футбола, тренер — Шевнев Александр Тихонович. В 1992—1993 годах выступала в мини-футболе за команду «Танаис» (Воронеж). Серебряный призёр и второй бомбардир (10 голов) первого женского чемпионата России по мини-футболу.
С 1994 года играла в большом футболе за воронежскую «Энергию», чемпионка (1995) и серебряный призёр (1994) чемпионата России, обладательница (1995) и финалистка (1994) Кубка России.
Затем играла за ряд других клубов высшей лиги России, в частности за «Рязань-ВДВ» и СКА (Ростов-на-Дону). С рязанским клубом в 1997 году стала финалисткой Кубка страны. В конце карьеры выступала в первом дивизионе за казанский клуб «Ника»/«Мирас», позднее играла в республиканских и городских любительских соревнованиях в Казани.
С начала 2010-х годов работает детским тренером в ДЮСШ «Мирас» (Советский район г. Казань). Награждена знаком «Отличник физической культуры и спорта Республики Татарстан». Ряд её воспитанниц выступали за юниорские сборные России.